# يان إيفانز
يان إيفانز (بالإنجليزية: Ian Evans)‏ (30 يناير 1952 في المملكة المتحدة - ) هو مدرب كرة قدم ومدير ولاعب كرة قدم بريطاني في مركز الدفاع. شارك مع منتخب ويلز لكرة القدم. أما مع النوادي، فقد لعب مع كامبريدج يونايتد وكريستال بالاس وكوينز بارك رينجرز ونادي إكزتر سيتي ونادي بارنسلي.

## مسيرته الكروية
لعب يان إيفانز خلال مسيرته الاحترافية مع 5 أندية في ستة عشر موسمًا وسجل خلالها 19 هدفًا ضمن 283 مباراة. ولم يفز بأي موسم بالكأس أو بالدوري.
خاض يان إيفانز مسيرته مع نادي كوينز بارك رينجرز في موسم 1970–71 ليلعب معه أربعة مواسم، مشاركًا في 39 مباراة سجل خلالها هدفين. ثم انتقل إلى نادي كريستال بالاس في موسم 1974–75 ليلعب معه ستة مواسم، حيث شارك في 137 مباراة سجل خلالها 14 هدفًا. لينتقل بعدها إلى نادي بارنسلي في موسم 1979–80 ليلعب معه أربعة مواسم، مشاركًا في 102 مباراة سجل خلالها 3 أهداف. ثم انتقل إلى نادي إكزتر سيتي في موسم 1983–84 لمدة موسم واحد، مشاركًا في 4 مباريات ولم يسجل أي هدف.

## وصلات خارجية
- يان إيفانز على موقع الاتحاد الأوربي (الإنجليزية)
- يان إيفانز على موقع قاعدة بيانات كرة القدم.إي يو (الإنجليزية)
- يان إيفانز على موقع ناشيونال فوتبول تيمز (الإنجليزية)